# Simferopol (municipalité)
La municipalité de Simferopol (ukrainien : Сімферопольська міськрада, russe : Симферопольский горсовет, tatar de Crimée : Aqmescit şeer şurası), est l'une des 25 subdivisions administratives de la république de Crimée. Elle porte le nom de la principale ville qui en est le centre administratif, la capitale de la république, Simferopol.

## Divisions administratives
Outre Simferopol, la municipalité compte :
4 villes
- Hresivskyi
- Aeroflotskyi
- Komsomolske
- Ahrarne

1 village
- Bitoumne